# Microminua parvula
Microminua parvula is een hooiwagen uit de familie van de Minuidae.